# Nicola Pellegrino
Nicola il Pellegrino (Stiri, 1075 – Trani, 2 giugno 1094) è stato un giovane pellegrino greco, che si recò in Puglia con l'intento di raggiungere Roma, ma morì nella città di Trani. È venerato come santo dalla Chiesa cattolica e dalla Metropolia Ortodossa d'Italia.
Gesù Cristo è venuto tra noi
sulle strade del mondo
pellegrino d'amore per tutti.
Chiamato da Cristo
San Nicola a Lui ha risposto
sulle strade del mondo
pellegrino del Vangelo per tutti.
Lasciata ogni cosa
ha portato con gioia la croce
sulle strade del mondo
profeta del perdono a tutti.
Guidati dalla Parola
che a tutti parla nel cuore
sulle strade del mondo
discepoli del Kyrios di tutti.
Al Padre la lode
per Cristo Gesù il Signore
nello Spirito d'amore per i secoli dei secoli,
Amen.»
(Inno della città di Trani)

## Biografia

### In Grecia
Nicola era un giovane greco, nato a Stiri nella Grecia meridionale (oggi inglobato nell'attuale città di Distomo). Dopo la morte del padre, badava al gregge di famiglia e all'età di otto anni gli apparve Gesù, che gli insegnò a ripetere continuamente "Kyrie Eleison", ovvero "Signore, pietà". Dopo tale incontro, condusse vita solitaria e quasi eremitica sul monte Elicona, dove portava il gregge al pascolo. Recitava incessantemente Kyrie eleison, che nella tradizione orientale corrisponde alla cosiddetta preghiera del cuore o preghiera di Gesù, cioè alla ripetizione costante del nome di Gesù, attraverso la frase Signore Gesù Cristo, abbi pietà di me, a volte abbreviata in Kyrie, Eleison - Signore, pietà. 
Poiché spesso gridava questa preghiera, la mamma lo ritenne prima un indemoniato, poi fuori di senno. Pertanto, lo fece rinchiudere nel vicino monastero di San Luca, dove i monaci lo sottoposero a innumerevoli prove, a volte anche picchiandolo. Nonostante le difficoltà, perseverò nella sua preghiera costante e, dopo due anni nel monastero, riprese la sua vita semi-eremitica sulla montagna. Passava le giornate pregando e fabbricando croci di legno, che andava a piantare in ogni luogo. A 16 anni fu ispirato interiormente a compiere un grande  pellegrinaggio a Roma a piedi e fu così che da Lepanto si imbarcò alla volta di Otranto. A Lepanto conobbe Bartolomeo, il quale divenne il suo compagno di viaggio e successivamente dettò ad uno scrittore la vita di Nicola in Grecia, che costituisce una delle tre fonti coeve (prima parte del XII sec.).

### L'arrivo in Puglia

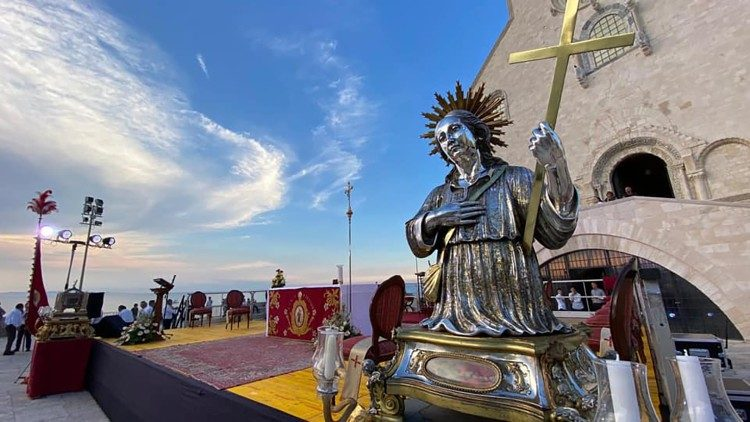
Il busto argenteo

Durante il viaggio fu gettato in mare per il suo solito e insistente ripetere Kyrie eleison, ma a sorpresa di tutti raggiunse la meta prima degli altri, salvato dalla Vergine Maria. Giunto a Otranto, annunciava a tutti la conversione e compì alcuni miracoli, suscitando da un lato curiosità, dall'altro scetticismo. Attraversò le città e i villaggi del Salento, ripetendo continuamente Kyrie Eleison. Molti lo accolsero con favore, stimandolo santo; altri lo scacciarono in malo modo, non comprendendo il senso del suo incedere gridando. Alcune delle città attraversate furono: Sogliano Cavour, Lecce,Veglie, Vernole, Racale, Nardò, Taranto, Massafra. Durante il suo passaggio nelle rispettive città, sia il Vescovo di Lecce, che quello di Taranto diedero ordine alla forza pubblica di farlo picchiare duramente. 
Giunse a Trani il 20 maggio 1094 con il suo solito gridare Kyrie eleison, attirò subito intorno a sé un gran numero di bambini ai quali regalava ciliegie e altri frutti. Messosi a capo di processioni di bambini, andava per le vie della città lodando il Signore e gridando sempre Kyrie Eleison. L'arcivescovo Bisanzio lo mandò a chiamare e lo interrogò personalmente. Rimase così colpito dalla semplice santità di questo giovane che gli offrì senza indugio vitto e alloggio per quanto ne avesse desiderato. In città, fu accolto nella casa di un certo Sabino, non distante dalla Cattedrale e fu circondato dalla cura dei concittadini.

### Gli ultimi giorni a Trani, morte e canonizzazione

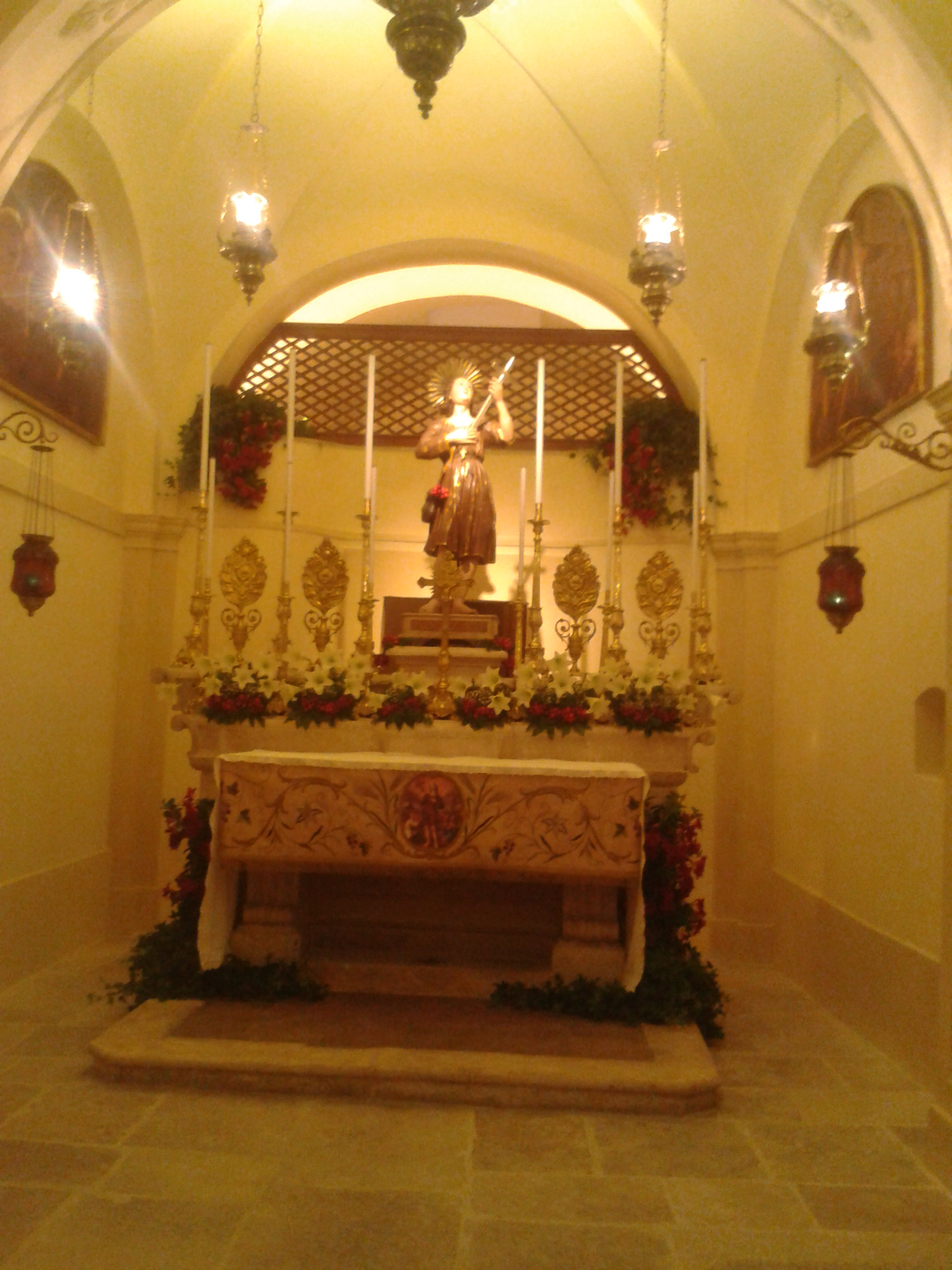
Casa dove morì San Nicola nel 1094

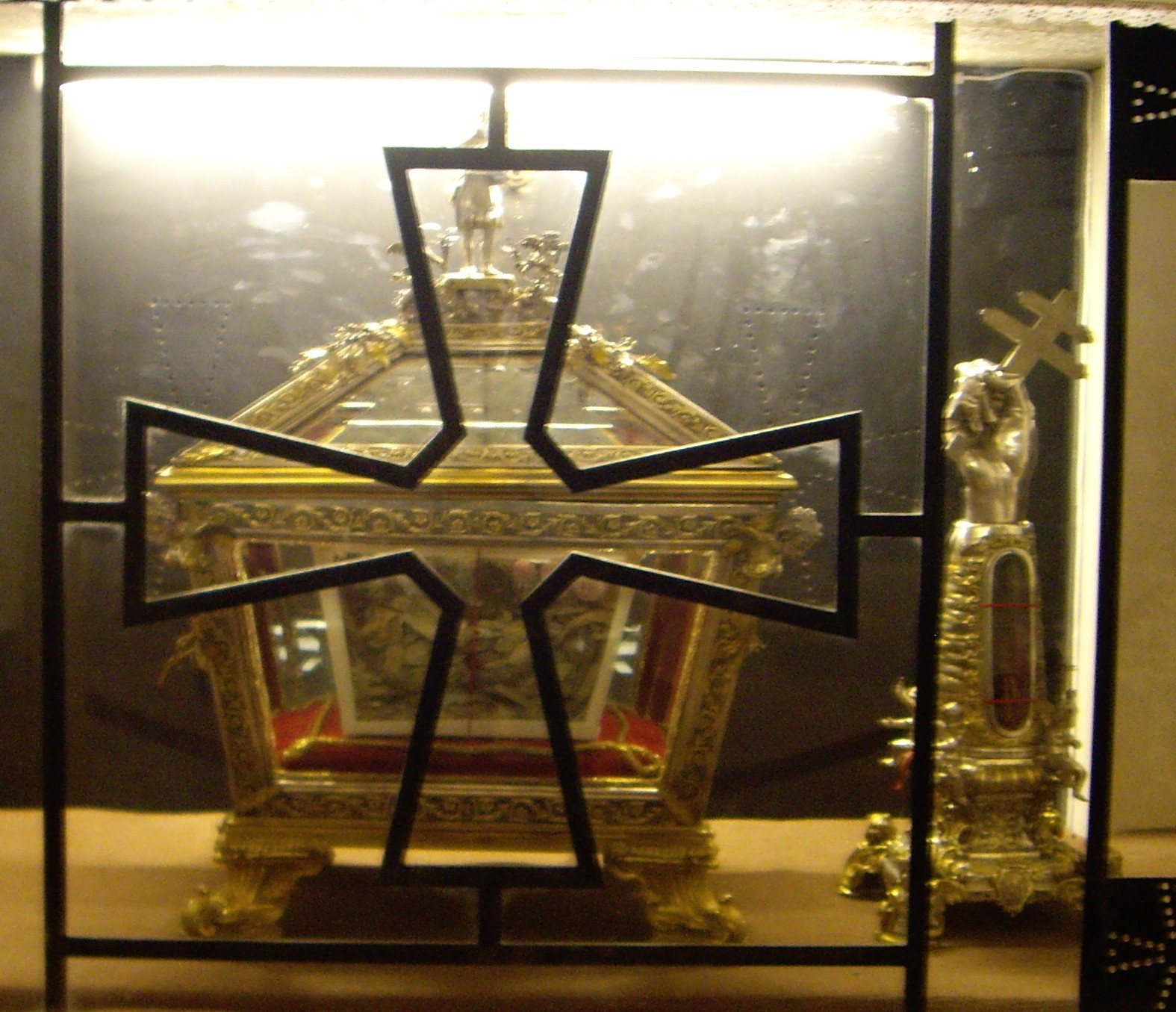
Reliquie di San Nicola Pellegrino custodite nella cripta della cattedrale

Il 23 maggio Nicola si ammalò sia a causa del lungo viaggio e sia per le percosse subite a Lecce e a Taranto. Pertanto, fu costretto a rimanere a letto, nella casa di Sabino. Nei successivi giorni di malattia ricevette continuamente le visite dei bambini e di tutta la popolazione. A tutti dava la sua benedizione e pronunciava parole di conforto. 
Dopo giorni di sofferenza, morì il 2 giugno 1094. Tanta fu la gente che si recò a visitare le sue spoglie, prima nella casa di Sabino e poi nell'altra Cattedrale di Santa Maria, dove incominciarono a verificarsi i primi miracoli. Fu sepolto nella medesima Cattedrale, ma il numero crescente dei miracoli e della fama di santità indussero l'arcivescovo di Trani Bisanzio a proclamarlo santo. Nel 1099 si recò a Roma, per ottenere da Papa Urbano II il permesso di poterlo accludere tra i santi. Il Papa acconsentì in forma scritta, redigendo una Bolla, che rappresenta una delle prime canonizzazioni pontificie della storia.
Alla fine dell'XI secolo un certo Adelferio scrisse una biografia di Nicola, nella quale narrò gli eventi relativi al suo arrivo in Puglia e a Trani. Essa rappresenta la seconda fonte coeva del santo. Nel 1099 iniziarono i lavori per la costruzione della Basilica a lui dedicata, che inglobava l'antica cattedrale. 
Quando fu terminata, nel 1142 i resti mortali di San Nicola furono solennemente traslati nella nuova Cripta a lui dedicata, grazie all'opera dell'Arcivescovo Bisanzio II. Testimone della traslazione fu un certo Amando, presbitero di Trani, che raccontò in uno scritto tutto quello che era avvenuto tra il 1099 e il 1142: si tratta della terza fonte coeva di San Nicola.

## Iconografia

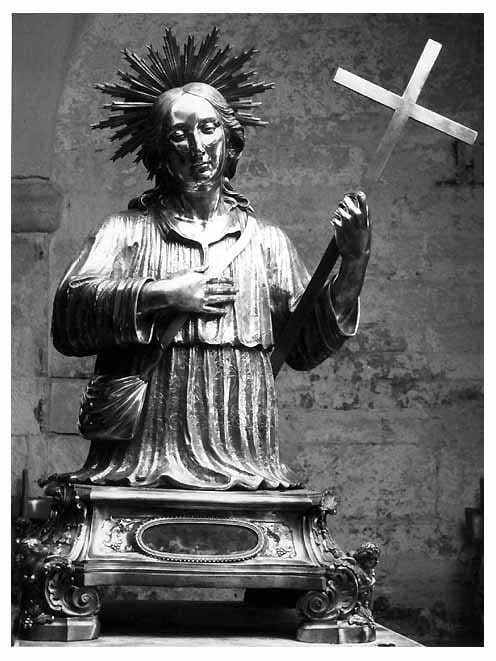
Busto argenteo di bottega napoletana datato al 1899 e donato dai cittadini tranesi

San Nicola il Pellegrino è rappresentato con fattezze giovanili, reca una croce nella mano destra o sinistra e la bisaccia a tracolla. Spesso nell'iconografia compare anche l'invocazione Kyrie eleison.

## Culto

### Chiesa cattolica
La Chiesa cattolica commemora la sua memoria il 2 giugno. Il santo è il patrono della città di Trani, la località del suo decesso.
Dagli anni '20 il santo è altresì celebrato nel quartiere La Boca di Buenos Aires come retaggio di immigrati tranesi. Nel XIII secolo una chiesa a lui fu intitolata a Lanciano, successivamente ricostruita e intitolata a San Nicola di Bari.

#### Confraternita
La Congrega di San Nicola il Pellegrino, che ha sempre avuto sede nella Cattedrale di Trani, venne fondata nel 1630. Ricevette ufficialmente il Regio Assenso il 23 gennaio 1777.
La confraternita era formata principalmente da fratelli contadini: fino agli anni 60, nel mese di maggio, la Confraternita organizzava ogni domenica un curioso corteo con la statua di San Nicolino, che partiva dalla casa del Maestro e andava in giro per la città con rami di ciliegi e campanelli, per raccogliere fondi per la successiva festa del 2 giugno (festa liturgica del Santo).
Oltre al culto verso San Nicola il Pellegrino, Patrono della città, la Confraternita accompagna la processione del Miracoloso Crocifisso che, ogni 3 maggio arriva per mare dalla penisola di Colonna, per essere venerato dai Tranesi. La Congrega, inoltre, partecipa alla processione dei Misteri del Venerdì Santo, portando le immagini della Santa Maddalena e del Cristo Morto.

### Chiesa ortodossa
Nel 2023 la Metropolia Ortodossa d'Italia lo ha inserito nel novero dei propri santi, accludendolo ai santi italogreci. 
Nella Chiesa ortodossa è considerato un apostolo della preghiera di Gesù e uno stolto in Cristo. La sua memoria è ricordata il 2 giugno dai fedeli ortodossi di tradizione latina.